# 柏木晴子
柏木晴子（かしわぎ ハルコ，1969年11月7日—），日本漫畫家，女性，千葉縣出身。

## 概要
千葉縣立東葛飾高等學校畢業。千葉大學園藝學部畢業。
小學時，受到手塚治虫的《火鳥》、《三個阿道夫》的影響很深，大學時決心立志要成為漫畫家，1995年出道。赤裸裸的描繪出女性的特徵、性欲的《いぬ》十分引人注目。在那之後，以描寫人類內心深處的黑暗面及慾望等為題材，持續創作。
2019年以《健康又文明的最低限度生活》榮獲第64屆小學館漫畫賞的一般向部門賞。

## 作品列表
- 犬（いぬ）（1995年 - 1996年、『週刊Young Sunday』連載、全6卷、文庫版全4卷）
- 小辣妹（よいこの星!）（1997年 - 1998年、『週刊Young Sunday』連載、全6卷）
- 激情號角（ブラブラバンバン）（1999年 - 2000年、『週刊Young Sunday』連載、全5卷） - 2008年3月15日電影公開上映。
- 花園的旋轉木馬（花園メリーゴーランド）（2001年 - 2002年、『Big Comic Spirits』連載、全5卷） - 5卷附上岩田重則的解說及補充資料。
- （2003年 - 2005年、『Big Comic Spirits』連載、全5卷）
- （2006年、小学館、短篇集） - 『Big Comic Spirits』上刊載。
- 奇男怪女（QUOJUZ～コジューツ～）（2006年、『Big Comic Spirits』連載、全2卷）
- 穿越時空的羈絆（地平線でダンス）（2007年 - 2008年、『Big Comic Spirits』連載、全5卷）
- （2009年 - 2010年、『週刊Young Magazine』連載、全5卷）
- （2013年、祥伝社、短篇集） - 「も〜れつバンビ」結束後將2年半的經歷描繪出來的隨筆漫畫。
- 健康又文明的最低限度生活（健康で文化的な最低限度の生活）（2014年 - 連載中、『Big Comic Spirits』連載、共5卷）

## 其他
- 服裝設計。

## 外部連結
- 柏木晴子的X（前Twitter）（日語）